# میتسهایم
میتسهایم (به فرانسوی: Mietesheim) یک کمون در فرانسه با جمعیت ۶۳۰ نفر است که در Canton of Niederbronn-les-Bains واقع شده‌است.